# 鳩は地獄から来る
『鳩は地獄から来る』（はとはじごくからくる、原題：英: Pigeons from Hell）は、アメリカ合衆国のホラー小説家ロバート・E・ハワードによる短編ホラー小説。『ウィアード・テールズ』1938年5月号に掲載された。没後発表作品。
ヴードゥーの魔術を題材とした、南部ゴシックホラー。幼少のハワードが黒人メイドから聞いた話がもとになっているという。スティーヴン・キングが「20世紀最高のホラー・ストーリーの一つ」と絶賛し、ハワードの怪奇小説の最高峰という評価が定まっている。
1961年にドラマ『スリラー』のワンエピソードとして映像化された。2008年にはジョー・R・ランズデールとネイサン・フォックスによってリメイク・コミカライズされた。

## あらすじ

### 過去
フランス系イギリス人の農場主・ブラッセンヴィル一族は、気位が高く、黒人奴隷に対して残酷に振舞った。だが南北戦争と奴隷解放宣言の後に落ちぶれて死人が相次ぎ、最終的には四人の姉妹と何人かの黒人だけが残る。また、西インド諸島からおばのミス・シーリアがやって来て、赤貧の四姉妹と同居するようになる。シーリアは、ジョーンという名のムラート（白人と黒人の混血）のメイドを連れてきたが、彼女を虐待していた。やがて、ジョーンは逃げ出して消息を絶つ。
1890年の春、四女のエリザベスが買い物をするために町にやって来て、黒人の使用人がもう誰もいないことや、「シーリアが何も告げずにいなくなったが、自分は彼女がまだ屋敷の中にいると信じている」と話す。一月後、ひとりの黒人が町にやって来て「三人の姉は何も言わずに家を出ており、ただ一人家に住んでいるエリザベスは何かを恐れている」と話す。続いて、ある嵐の晩にエリザベスが半狂乱で町に逃げてきて、「隠し部屋と姉たちの死体を見つけた」と述べ、自分も何者かに斧で殺されそうになったと話す。屋敷が捜索され、隠し部屋も死体も見つからなかったが、斧が食い込んでいたドアにエリザベスの頭髪がくっついているのが見つかる。町の皆は、孤独になったエリザベスが発狂したのだろうと結論付ける一方で、ジョーンが屋敷に隠れ潜んで主人たちに復讐したのだという噂も立つ。
また、鳩のいないはずの館で、鳩を目撃したという証言が黒人たちから相次ぐ。たった一人、ある白人浮浪者が、館で鳩を目撃したとバックナー保安官に証言するも、彼は館で野宿した翌朝、姿を消す。黒人たちは館に近寄らず、「鳩はブラッセンヴィル一族の魂であり、地獄から来ているのだ」と語り合う。

### 1：闇にひびく口笛
1930年代、ニューイングランド在住のグリズウェルは、幼馴染のジョン・ブラナーとともに休暇を利用して自動車旅行に出かける。南部の荒れ地で廃墟と化した豪邸を見つけ、一夜を過ごすことにする。到着したとき、鳩の群れが飛び立った。
グリズウェルは、部屋の中にドレスを着た3人の女の死体が吊るされ、その近くで何者がうずくまる夢を見る。目を覚ましたグリズウェルが階段に目を向けると、黄色い顔の人物らしき影が見え、幻覚かと疑う。そのときふと口笛のような音が鳴り、グリズウェルの体が麻痺し、隣で眠っていたブラナーが催眠術にかかったかのようにふらふらと歩いていく。次の瞬間、ブラナーの悲鳴が鳴り響き、続いて脳天を断ち割られた死体のブラナーが、血まみれの斧を携えて、グリズウェルに向かって歩いてくる。グリズウェルは混乱したまま逃げ出す。車の座席に毒蛇がいたため、断念して走って逃げるも、何かがグリズウェルを追ってくる。
グリズウェルは、たまたま出会った乗馬保安官バックナーに助けを求め、事情を説明する中で鳩の群れを見たことを話す。2人は館に入り、斧を握ったブラナーの死体を確認する。バックナーはグリズウェルがブラナーを殺したと疑い、状況証拠は完全にグリズウェルが容疑者であることを示していた。やがて、現場からは「女の足跡」が見つかるも、不自然に懐中電灯の電池が切れかけ、2人は少し距離を置いて夜明けを待つ。だが朝になると足跡は消えていた。
バックナーは、グリズウェルが犯人でないと信じ、館に何か危険なものが潜んでいることを認めて通報する。ただし、ありのままを言っても当局は信じないだろうと考えた彼は自分で解決すると宣言し、グリズウェルには余計なことを言わないように口止めする。

### 2：蛇神の弟
バックナーからブラッセンヴィル一族について説明を受けたグリズウェルは、ジョーンが40年間も館に潜んでいたなどありえず、何よりあいつは人間ではないと断言する。
白人の手には負えないと判断したバックナーは、ジェイコブ老人に相談したところ、シーリアがジョーンをはじめとする黒人たちから恨まれていたことを知る。ジェイコブ老人は、自分はヴードゥーの<ズヴェンビ>の造り手であると明かし、蛇神の秘薬を処方したことを認める。直後、耄碌した頭で喋りすぎたことに気づくも、毒蛇に襲われて死ぬ。

### 3：ズヴェンビの呼び声
2人は再び館へと向かう。ついにバックナーも鳩を目撃し、館内ではエリザベスの日記が見つかる。ジェイコブの話とエリザベスの日記から、バックナーは「ジョーンがシーリアに復讐するため、自らをズヴェンビに変え、館に潜んでシーリアと三姉妹を殺し、エリザベスも殺そうとした」と推測する。そして、グリズウェルの無実を証明するためには、ズヴェンビを退治して、その死体を当局に提出すればよいと結論付ける。
2人は寝たふりをして、敵を待ち受ける作戦をとる。口笛が聞こえ、操られたグリズウェルは、意思とは裏腹に階段を上らされる。彼の目の前には、肉切り包丁を構えた女の怪物が待ち構えていたが、バックナーが発砲して、グリズウェルは正気に戻る。2人は逃げた怪物を追跡し、隠し扉の奥の部屋で、天井から吊り下げられた3人分の死体と、女の怪物の射殺死体を発見する。怪物の正体は、ジョーンに薬を飲まされてズヴェンビと化したシーリアだった。

## 主な登場人物

### 主人公
- グリズウェル - 主人公。ニューイングランド在住。宿泊した廃墟で友人を殺され、疑いがかけられる。
- ジョン・ブラナー - グリズウェルの幼馴染の友人。何者かに斧で殺されるも、なお歩き回ってグリズウェルを殺そうとする。
- バックナー - 郡保安官。懐中電灯と拳銃を持つ。タフガイ。グリズウェルを信用するも、裁判では通じないと助言する。

### ブラッセンヴィル館
- ミス・エリザベス・ブラッセンヴィル - 四女。一族最後の一人。殺されかけた後に館を離れ、カリフォルニアで結婚した。
- ミス・シーリア・ブラッセンヴィル - 四姉妹のおば。西インド諸島[注 2]からやって来た。失踪当時は三十代前半だった。
- ジョーン - シーリアが連れてきたメイド娘。ムラートのため白人の血を引いており、気位があった。シーリアに鞭打たれるなどの虐待を受けていた。

### ヴードゥー
- ジェイコブ・ブラント老人 - 黒人のヴードゥー教徒。100歳近い老齢で耄碌している。人間をズヴェンビに変える薬品「黒い酒」を調合できる。
- 「ズヴェンビ」 - 女がヴードゥーの秘薬で変貌した怪物。鉤爪がある。知性はなく、人を殺すことで喜びを得る。生者を催眠術にかけ、死者を操る。鉛[注 3]か鋼で殺さない限り、自然死しない。ゾンビとは別物。
- 蛇神 - ヴードゥーの神。ズヴェンビの秘密をもらした者には、「小さな弟」頭に白い三日月をつけた蛇を差し向けて殺す。

## 収録
- 『暗黒の祭祀』新人物往来社、町田美奈子訳、「鳩は地獄からくる」
- 『黒の碑』創元推理文庫、夏来健次訳、「鳩は地獄から来る」
- 『失われた者たちの谷』ナイトランド叢書、中村融訳、「鳩は地獄から来る」